# Majorca Open 2000
Il Majorca Open 2000 è stato un torneo di tennis giocato sulla terra rossa. È stata la 6ª edizione dell'Open de Tenis Comunidad Valenciana, che fa parte della categoria International Series nell'ambito dell'ATP Tour 2000. Si è giocato a Maiorca in Spagna,dall'1 all'8 maggio 2000.

## Campioni

### Singolare
Marat Safin ha battuto in finale  Mikael Tillström con il punteggio di 6–4, 6–3

### Doppio
Michaël Llodra /  Diego Nargiso hanno battuto in finale  Alberto Martín /  Fernando Vicente con il punteggio di 7–6(2), 7–6(3).